# Polygonia nigrolunaria
Polygonia nigrolunaria är en fjärilsart som beskrevs av Nitsche 1912. Polygonia nigrolunaria ingår i släktet Polygonia och familjen praktfjärilar. Inga underarter finns listade i Catalogue of Life.